# Seleka (Botswana)
Seleka is een dorp in het district Central in Botswana. De plaats telt 1157 inwoners (2011).